# Pergető
A pergető a mulatós zene egyik műfaja, azon belül is a roma zene egyik nagyon népszerű ága.

## A műfaj jellemzői
A műfaj legfőbb jellemzője a gyors, pörgős tempó, és a zeneszámok meghökkentő hosszúsága, amely akár még a 10 percet is elérheti(!). Az ének nem kifejezetten fontos benne, mivel a zeneszámokban általában végig az úgynevezett szájbőgő jelenik meg, amely különböző hangokból és kiáltásokból áll. 
A szájbőgőzők a tánchoz bőgőszerű ritmus-kíséretet adnak, míg mások a dallamot éneklik (többnyire szöveg nélkül, lala-szerű szótagokkal „pergetve”), azalatt a többiek összeszorított ajkaik közt kifújt levegővel prr-szerű (bilabiális tremuláns) hangot adva és ujjukkal csettintve igen változatos ritmusokat rögtönöznek.
A pergetők általában 2-3 hangszerből állnak, ezek általában; gitár, szintetizátor, és néha dob. A műfaj leghíresebb magyar előadói Dögös Robi, Grófo, a Bittó Duó és Judás Robika. A műfaj hamar elterjedt Magyarországon fülbemászó dallamai és pörgős tempója miatt. Pergető készítésével sok amatőr zenekar próbálkozott már több-kevesebb sikerrel. Akiknek sikerült, azok többek között a Szemerei fiúk, a Szentandrási fiúk és Németh Arnold nevű amatőr mulatós zenekarok voltak. A szentandrásiak Csóré Béla "Ez a lány" című slágerét dolgozták fel a pergetőkben használt hasonló zenei elemekkel. Sok amatőr zenekar próbálkozik ezzel a műfajjal egyszerűsége ámde könnyen megszerethetősége miatt.

## Külső hivatkozás
- Dögös Robi...Bomba! - YouTube
- Szalóki Ági: Pergető
- Cigány zenék, hallgatók: Amaro Suno - Vásári pergető